# 1849 à Paris
 Chronologie de l'histoire de Paris
- 1845
- 1846
- 1847
- 1848
- 1849
- 1850
- 1851
- 1852
- 1853

Cette page concerne l'année 1849 du calendrier grégorien.

## Chronologie

### Janvier 1849
- x

### Février 1849
- x

### Mars 1849
- 3 mars : Début d'une épidémie de choléra à Paris, qui dure jusqu'en septembre et fait plus de seize mille morts.

### Avril 1849
- x

### Mai 1849
- 8 mai : Pose de la première pierre de la cité ouvrière de la rue de Rochechouart, achevée en 1851 et baptisée Cité Napoléon, premier exemple de la politique de logement social de Napoléon III.
- 11 mai : Mort à 10 heures du matin de Juliette Récamier. Elle meurt de l'épidémie de choléra qui sévit à Paris.

### Juin 1849
- 3 juin : Karl Marx est à Paris.
- 13 juin : Dernière journée révolutionnaire à Paris, dirigée par Ledru-Rollin contre l'expédition lancée en Italie pour soutenir le pape Pie IX contre le républicain Giuseppe Mazzini (Huber), mais écrasée par l'armée. Ledru-Rollin, chef des Montagnards est contraint à l’exil.
- 15 juin : À Paris, des expéditions punitives ont lieu contre les imprimeries des journaux républicains.

### Juillet 1849
- 9 juillet : " Discours sur la misère " de Victor Hugo.

### Août 1849
- 12 août : Inauguration de la ligne de chemin de fer de Paris à Lyon.
- 21 août : Ouverture, à Paris, du Congrès international de la Paix. Élu président du Congrès international de la Paix, Victor Hugo prononce le discours d'ouverture.
- 24 août :
  - Karl Marx quitte Paris pour Londres.
  - Victor Hugo : « Discours de clôture du Congrès de la Paix. »

### Septembre 1849
- x

### Octobre 1849
- x

### Novembre 1849
- x

### Décembre 1849
- x

## Naissances à Paris en 1849
- x

## Décès à Paris en 1849
- 28 décembre : Antoine Quatremère de Quincy, écrivain, philosophe, archéologue, critique d'art et homme politique français. (° 21 octobre 1755)